# Endúbis
Endúbis ou Endibis (reinou de aproximadamente 270 a aproximadamente 300) foi um rei de Axum na África Oriental (onde hoje se localiza a Etiópia e a Eritreia). Esteve entre os primeiros governantes da região a cunhar moedas. As moedas axumitas de seu reinado foram cunhadas em ouro e prata.  O que ajudou a Axum  ser reconhecido como um reino tão poderoso quanto seus vizinhos e solidificou seu lugar no sistema de comércio que estava em evolução entre o Império Romano e o Oceano Índico. 
Nas moedas de Endúbis até agora recuperadas, estavam gravadas um dos dois lemas. Em algumas ΑΞΩΜΙΤΩ ΒΑϹΙΛΕΥϹ, Imperador de Axum. Em outras ΒΙϹΙ ΔΑΧΥ, bisi Dakhu; esta é a primeira aparição do título bisi, que Munro-Hay acredita estar relacionado com a palavra gueês be'esya, homem de (Dacu). 